# Intention Nunataks
Intention Nunataks är nunataker i Antarktis. De ligger i Östantarktis. Nya Zeeland gör anspråk på området.